# (217576) Klausbirkner
(217576) Klausbirkner est un astéroïde de la ceinture principale.

## Description
(217576) Klausbirkner est un astéroïde de la ceinture principale. Il fut découvert le 29 décembre 2007 à Mülheim par Axel Martin et Andreas Boeker. Il présente une orbite caractérisée par un demi-grand axe de 3,02 UA, une excentricité de 0,24 et une inclinaison de 5,6° par rapport à l'écliptique.

## Compléments